# Robottino, omino d'acciaio
Robottino, omino d'acciaio è una serie a fumetti italiana di fantascienza e avventura scritta e disegnata da Yambo (Enrico Novelli). Venne pubblicata in 19 puntate sul settimanale I Tre Porcellini della Mondadori dal 17 ottobre 1935 al 20 febbraio 1936, inizialmente come Robottino il ragazzo d'acciaio.
La serie ha per protagonisti Robottino, un piccolo automa d'acciaio, e il suo creatore, un geniale scienziato. È considerato una delle prime opere di fantascienza a fumetti create da un autore italiano e la prima che ha come protagonista un androide (la seconda dedicata a un robot, dopo Dinamello del 1923).

## Trama
Il professor Angiolino Bick, illustre scienziato, costruisce un automa d'acciaio ingegnosissimo da usare come guardiano dei documenti segreti delle proprie invenzioni. L'omino meccanico, battezzato Robottino, è dotato di un complesso meccanismo automatico che gli permette di muoversi e agire come un uomo.  
Nel corso della storia, Robottino mette alla prova la sua forza e resistenza per proteggere il laboratorio del professore da ogni minaccia. Il robot si comporta come un vigilante metallico instancabile, riuscendo a sventare pericoli grazie alle sue capacità sovrumane.

## Personaggi
Professor Angiolino BickCelebre scienziato, creatore di Robottino e inventore di numerose macchine innovative.
RobottinoPiccolo automa d'acciaio costruito dal professor Bick per proteggere i documenti segreti, dotato di una forza straordinaria e capace di comportarsi come un vero essere umano.

## Pubblicazione
La serie fu pubblicata a puntate sul settimanale I Tre Porcellini dal 17 ottobre 1935 (numero 30) al 20 febbraio 1936 (numero 48), per un totale di 19 puntate, inizialmente con titolo Robottino il ragazzo d'acciaio (poi Robottino omino d'acciaio).
Venne ristampata nel 1975 in Yambo – Robottino, Gli uomini verdi, I pionieri dello spazio nella collana I fumetti amatoriali.

## Critica
La serie, pubblicata pochi mesi dopo Gli uomini verdi dello stesso autore, è considerata una delle primissime opere italiane di fantascienza a fumetti e precedette l'uscita di S.K.1 e Saturno contro la Terra.
Secondo alcuni Robottino si ispirerebbe in parte al personaggio Tik-Tok del romanzo Il meraviglioso mago di Oz, ma la prima edizione italiana di Oz è del 1944, di 9 anni successiva alla pubblicazione del fumetto.